# Nordman
Nordman – szwedzki zespół muzyczny założony w 1993, łączący muzykę folkową z rockiem i popem. Grupę utworzyli Håkan Hemlin (wokalista i lider zespołu) i Mats Wester, który gra na nyckelharpa, tradycyjnym szwedzkim instrumencie strunowym. 
Zespół rozpadł się w 1998 z powodu problemów narkotykowych Hemlina, a w 2004 wznowił działalność. Duet wziął udział z utworem „Ödet var min väg” w programie Melodifestivalen 2004, następnie wydał album pt. Anno 2005, a w 2008  z utworem „I lågornas sken” uczestniczył w Melodifestivalen 2008.